# Dagmar Damková
Dagmar Damková (Plzeň, 1974. december 29. –) cseh nemzetközi női labdarúgó-játékvezető.

## Pályafutása
14 éves korától egészen 21 éves koráig aktív labdarúgó játékos volt, majd a játékvezetést választotta. Játékvezetésből 1995-ben vizsgázott. A FAČR Játékvezető Bizottságának (JB) minősítésével a 2. liga Bírója. Az első cseh nő, aki 2003. októbertől a Gambrinus liga játékvezetője. A nemzeti női labdarúgó bajnokságban kiemelkedően foglalkoztatott bíró. Küldési gyakorlat szerint rendszeres 4. bírói (tartalék), illetve alapvonalbírói szolgálatot is végzett. A nemzeti játékvezetéstől 2011-ben visszavonult. Gambrinus liga mérkőzéseinek száma: 31.
| Időpont            | Helyszín                  | Mérkőzés típusa                 | Mérkőzés                                       |
| ------------------ | ------------------------- | ------------------------------- | ---------------------------------------------- |
| 2003. október      | Nisa Liberec, Liberec     | első Gambrinus liga mérkőzése   | FC Slovan Liberec – SK Dynamo České Budějovice |
| 2011. augusztus 7. | Městský Stadion, Boleslav | utolsó Gambrinus liga mérkőzése | FK Mladá Boleslav–1. FC Slovácko               |

A Cseh labdarúgó-szövetség JB terjesztette fel nemzetközi játékvezetőnek, a Nemzetközi Labdarúgó-szövetség (FIFA) 1999-től tartotta nyilván női bírói keretében. A FIFA JB központi nyelvei közül a angolt, a franciát, a spanyolt és a németet beszéli. Több nemzetek közötti válogatott (Női labdarúgó-világbajnokság, Női labdarúgó-Európa-bajnokság, Olimpiai játékok), valamint klubmérkőzést vezetett, vagy működő társának 4. bíróként segített. A  nemzetközi játékvezetéstől 2011-ben búcsúzott. Vezetett kupadöntők száma: 1.
| Időpont           | Helyszín                           | Mérkőzés típusa          | Mérkőzés                 |
| ----------------- | ---------------------------------- | ------------------------ | ------------------------ |
| 1999. április 17. | Kijelölt Stadion, Fehéroroszország | első nemzetközi mérkőzés | Fehéroroszország–Moldova |

A 2002-es U19-es női labdarúgó-világbajnokságon, és az átminősített, a 2010-es U20-as női labdarúgó-világbajnokságon a FIFA JB hivatalnokként foglalkoztatta.
| Időpont             | Helyszín                      | Mérkőzés típusa              | Mérkőzés                 | Eredmény | Nézők száma |
| ------------------- | ----------------------------- | ---------------------------- | ------------------------ | -------- | ----------- |
| 2002. augusztus 17. | Központi Stadion, Nantes      | csoportmérkőzés (C. csoport) | Tajvan–Ausztrália        | 1 – 5    | 1 700       |
| 2010. július 16.    | Ruhrstadion, Bochum           | csoportmérkőzés (A. csoport) | Costa Rica–Franciaország | 0 – 2    | 15 545      |
| 2010. július 20.    | Rudolf-Harbig Stadion, Drezda | csoportmérkőzés (B. csoport) | Új-Zéland–Brazília       | 1 – 4    | 12 863      |
| 2010. július 25.    | Rudolf-Harbig Stadion, Drezda | egyik negyeddöntő            | Mexikó–Dél-Korea         | 1 – 3    | 21 146      |

A 2007-es női labdarúgó-világbajnokságon, a 2011-es női labdarúgó-világbajnokságon a FIFA JB játékvezetőként alkalmazta. Selejtező mérkőzéseket az UEFA zónában irányított. Az első cseh női játékvezető, aki világbajnokságon mérkőzésvezetésre kapott küldést. Világbajnokságon vezetett mérkőzéseinek száma: 4.
| Időpont              | Helyszín                          | Mérkőzés típusa                        | Mérkőzés                              | Eredmény | Nézők száma |
| -------------------- | --------------------------------- | -------------------------------------- | ------------------------------------- | -------- | ----------- |
| 2007. szeptember 14. | Hongkou Football Stadion, Sanghaj | csoportmérkőzés (A. csoport)           | Argentína–Japán                       | 0 – 1    | 27 730      |
| 2007. szeptember 20. | Olimpiai Center Stadion, Tiencsin | csoportmérkőzés (D. csoport)           | Kína–Új-Zéland                        | 2 – 0    | 56 208      |
| 2007. szeptember 26. | Olimpiai Center Stadion, Tianjin  | elődöntő                               | Németország–Norvégia                  | 3 – 0    | 53 819      |
| 2010. augusztus 25.  | Városi Stadion, Vejle             | (2011 vb) csoportmérkőzés (3. csoport) | Dánia–Skócia                          | 0 – 1    | 38 000      |
| 2010. szeptember 11. | Városi Stadion, Chernihiv         | (2011 vb) rájátszás                    | Ukrajna–Skót női labdarúgó-válogatott | 0 – 0    | 38 000      |
| 2011. július 2.      | Rhein Neckar Stadion, Sinsheim    | csoportmérkőzés (C. csoport)           | Egyesült Államok–Kolumbia             | 3 – 0    | 25 475      |

A 2005-ös női labdarúgó-Európa-bajnokságon, valamint a 2009-es női labdarúgó-Európa-bajnokságon az UEFA JB játékvezetőként foglalkoztatta. 
| Időpont              | Helyszín                                  | Mérkőzés típusa                     | Mérkőzés                                                      | Eredmény | Nézők száma |
| -------------------- | ----------------------------------------- | ----------------------------------- | ------------------------------------------------------------- | -------- | ----------- |
| 2003. április 18.    | Fredrikssans Stadion, Kalmar              | (2005 eb) előselejtező (1. csoport) | Svédország–Svájc                                              | 6 – 0    | 4887        |
| 2004. április 18.    | Városi Stadion, Lucena                    | (2005 eb) előselejtező (2. csoport) | Spanyolország–Dán női labdarúgó-válogatott                    | 0 – 1    |             |
| 2005. június 8.      | Bloomfield Road, Blackpool                | csoportmérkőzés (A. csoport)        | Svéd női labdarúgó-válogatott–Finnország                      | 0 – 0    | 1491        |
| 2005. június 12.     | Deepdale Stadion, Preston                 | csoportmérkőzés (B. csoport)        | Norvég női labdarúgó-válogatott–Olaszország                   | 5 – 3    | 1154        |
| 2005. június 15.     | Deepdale Stadion, Preston                 | egyik elődöntő                      | Német női labdarúgó-válogatott–Finn női labdarúgó-válogatott  | 4 – 1    | 27 850      |
| 2007. június 21.     | Laugardalsvöllur, Reykjavík               | (2009 eb) előselejtező (3. csoport) | Izland–Szerbia                                                | 5 – 0    |             |
| 2007. október 27.    | Viking Stadion, Stavanger                 | (2009 eb) előselejtező (4. csoport) | Norvég női labdarúgó-válogatott–Oroszország                   | 3 – 0    |             |
| 2008. június 22      | Városi Stadion, Chernihiv                 | (2009 eb) előselejtező (4. csoport) | Ukrán női labdarúgó-válogatott–Dán női labdarúgó-válogatott   | 1 – 0    |             |
| 2008. szeptember 27. | Henri Desgrange Stadion, La Roche-sur-Yon | (2009 eb) előselejtező (3. csoport) | Franciaország–Izlandi női labdarúgó-válogatott                | 2 – 1    |             |
| 2009. augusztus 23.  | Olimpiai Stadion, Helsinki                | csoportmérkőzés (A. csoport)        | Finn női labdarúgó-válogatott–Dán női labdarúgó-válogatott    | 1 – 0    | 16 334      |
| 2009. augusztus 28.  | Finnair Stadion, Helsinki                 | csoportmérkőzés (C. csoport)        | Anglia–Orosz női labdarúgó-válogatott                         | 3 – 2    | 1 462       |
| 2009. szeptember 3.  | Veritas Stadion, Turku                    | negyeddöntő                         | Finn női labdarúgó-válogatott–Angol női labdarúgó-válogatott  | 2 – 3    | 7 247       |
| 2009. szeptember 10. | Olimpiai Stadion, Helsinki                | döntő                               | Angol női labdarúgó-válogatott–Német női labdarúgó-válogatott | 2 – 6    | 15 877      |

A 2004. évi, valamint a 2008. évi nyári olimpiai játékok on a FIFA JB bírói szolgálatra alkalmazta.
| Időpont             | Helyszín                        | Mérkőzés típusa              | Mérkőzés                                                              | Eredmény | Nézők száma |
| ------------------- | ------------------------------- | ---------------------------- | --------------------------------------------------------------------- | -------- | ----------- |
| 2004. augusztus 11. | Kaftanzoglio Stadion, Szaloniki | csoportmérkőzés (G. csoport) | Brazília–Ausztrália                                                   | 1 – 0    | 25 152      |
| 2004. augusztus 14. | Kaftanzoglio Stadion, Szaloniki | csoportmérkőzés (G. csoport) | Amerikai női labdarúgó-válogatott–Brazil női labdarúgó-válogatott     | 2 – 0    | 17 123      |
| 2004. augusztus 20. | Panthessaliko Stadion, Vólosz   | negyeddöntő                  | Svédország–Ausztrál női labdarúgó-válogatott                          | 2 – 1    | 4 811       |
| 2008. augusztus 9.  | Olimpiai Stadion, Tiencsin      | csoportmérkőzés (E. csoport) | Kanada–Kínai női labdarúgó-válogatott                                 | 1 – 1    | 52 600      |
| 2008. augusztus 12. | Olimpiai Stadion, Senjang       | csoportmérkőzés (G. csoport) | Amerikai női labdarúgó-válogatott–Új-zélandi női labdarúgó-válogatott | 4 – 0    | 12 453      |
| 2008. augusztus 15. | Olimpiai Stadion, Senjang       | negyeddöntő                  | Svéd női labdarúgó-válogatott–Német női labdarúgó-válogatott          | 0 – 2    | 17 209      |
| 2008. augusztus 21. | Munkás Stadion, Peking          | döntő                        | Brazil női labdarúgó-válogatott–Amerikai női labdarúgó-válogatott     | 0 – 1    | 51 612      |

Az UEFA JB küldésére vezette a UEFA Női Bajnokok Ligája döntőt.
| Időpont         | Helyszín               | Mérkőzés típusa | Mérkőzés                                        | Eredmény | Nézők száma |
| --------------- | ---------------------- | --------------- | ----------------------------------------------- | -------- | ----------- |
| 2011. május 26. | Craven Cottage, London | döntő           | Olympique Lyonnais (női)–1. FFC Turbine Potsdam | 2 – 0    | 14 303      |